# Macroglossum divergens
Macroglossum divergens är en fjärilsart som beskrevs av Walker 1856. Macroglossum divergens ingår i släktet Macroglossum och familjen svärmare. Inga underarter finns listade i Catalogue of Life.